# Liste der Monuments historiques in Saint-Bihy
Die Liste der Monuments historiques in Saint-Bihy führt die Monuments historiques in der französischen Gemeinde Saint-Bihy auf.

## Liste der Bauwerke
| Bezeichnung             | Beschreibung                          | Standort | Kennzeichnung | Schutzstatus | Datum | Bild           |
| ----------------------- | ------------------------------------- | -------- | ------------- | ------------ | ----- | -------------- |
| Manoir de la Grand’Isle | Herrenhaus, erbaut im 16. Jahrhundert | (Lage)   | PA00089581    | Inscrit      | 1967  | weitere Bilder |

## Liste der Objekte
- Monuments historiques (Objekte) in Saint-Bihy in der Base Palissy des französischen Kultusministeriums